# Penny Gillies
Penny Gillies, född 20 juli 1951, är en australisk friidrottare. Hon deltog vid olympiska sommarspelen 1972 och olympiska sommarspelen 1980.